# James Beaty (père)
Pour les articles homonymes, voir James Beaty et Beaty.
James Beaty (2 octobre 1798-5 mars 1892) est un homme politique canadien de l'Ontario. Il est député fédéral conservateur de la circonscription ontarienne de Toronto-Est de 1867 à 1874.

## Biographie
Né à Killeshandra dans comté de Cavan, Beaty immigre au Canada en 1818. Membre de l'Église chrétienne des Disciples du Christ, il est actif dans l'implantation de nouvelles congrégations. 
En 1852, il fonde le journal Toronto Leader (en). Beaty se positionne lui-même comme un défenseur du syndicalisme et particulier lorsque les typographes de Toronto se mettent en grêve en 1872. Cet évènement le place en confrontation directe avec George Brown, propriétaire et fondateur du Toronto Globe.
Beaty meurt dans le quartier de Parkdale à Toronto en mars 1892 à l'âge de 93 ans.

## Famille
Un neveu du même nom, James Beaty (fils) (1831-1899), sera député fédéral de Toronto-Ouest et 22e maire de Toronto.